# Вишневецкий, Андрей Иванович
Андрей Иванович Вишневецкий (ок. 1528—1584) — крупный военный и государственный деятель Речи Посполитой. Представитель княжеского рода Вишневецких герба Корибут (Гедиминовичи). Князь вишневецкий (1555—1584), староста луцкий, любецкий и лоевский (1580—1584), каштелян владимиро-волынский (1568—1572), воевода брацлавский (1571—1576) и волынский (1576—1584).

## Биография
Происходил из богатого и знатного магнатского рода князей Вишневецких герба «Погоня». Третий сын князя Ивана Михайловича Вишневецкого (1490—1542) и Анастасии Олизарович. В 1564 году после смерти своего бездетного старшего брата Дмитрия Ивановича Вишневецкого Андрей унаследовал его обширные земельные владения на Волыни. В 1564 году, согласно описи собранного литовского шляхетского ополчения, Андрей Иванович Вишневецкий смог выставить из своих волынских и литовских имений 71 всадника, из них 57 гусар и 14 казаков.
В 1568 году Андрей Иванович Вишневецкий был назначен каштеляном владимир-волынским. В следующем 1569 году Андрей Вишневецкий вместе с князьями Константином Острожским, Романом Сангушко, Александром Чарторыйским, своим братом Константином Вишневецким и Андреем Капустой вошел в состав делегации западнорусских князей-магнатов, участвовавшей в польско-литовском съезде в Люблине. На переговорах с польскими сенаторами и вельможами русские князья добились сохранения прав и привилегий русской шляхты, свободы вероисповедания и использования западнорусского языка. После этого князья подписали Люблинскую унию между Польским королевством и Великим княжеством Литовским.
В 1570 году князь Андрей Иванович Вишневецкий вступил в конфликт за спорные земли со знатным московским князем-перебежчиком Андреем Михайловичем Курбским. Между ними происходили военные столкновения и судебные процессы. В 1571 году Андрей Вишневецкий получил должность воеводы брацлавского и стал руководить обороной южных владений Речи Посполитой от крымскотатарских нападений. В 1573 году участвовал в избрании на польский королевский трон французского принца Генриха Анжуйского и разработке так называемых «Генриковых артикулах». В 1574 году польский король Генрих Валуа издал универсал, в котором поддержал Андрея Вишневецкого в его пограничном споре с Андреем Курбским. После бегства Генриха Французского из Польши Андрей Курбский не стал выполнять королевский приказ. В 1575 году новый польский король Стефан Баторий добился заключения компромисса между Андреем Вишневецким и Андреем Курбским. В 1576 году Андрей Иванович Вишневецкий был назначен воеводой волынским. В следующем 1577 году Андрей Вишневецкий не смог отразить новое вторжение крымских татар, которые захватили и сожгли город Вишневец, родовую резиденцию Вишневецких. Только в 1582 году Андрей Вишневецкий смог восстановить родовой замок. Участвовал в Ливонской войне против Русского государства. В 1581 году воевода волынский князь Андрей Иванович Вишневецкий участвовал в третьем походе польского короля Стефана Батория на Псков.
В 1580 году князь Андрей Иванович Вишневецкий получил во владение от короля Речи Посполитой Стефана Батория луцкое, любецкое и лоевское староства. В 1584 году воевода волынский князь Андрей Иванович Вишневецкий скончался.

## Владения
«Попис войска литовского 1567 года» зафиксировал следующие владения князя Андрея Вишневецкого:
«Месяца сентебра 26 дня. Князь Андрей Вишневецкий з ымений своих — з Вишневца в повете Кремяницком; з Видути в повете Володимерском; з Сейн в повете Городенском; з Узловиц в повете Слонимском; с Потейкович в Новогрудском повете; з Ракова, з Деревное, з Бакшт в повете Менском; з Белагруда в повете Лидском; з Васкович в том же повете; з Дявилтова в повете Виленском; з Швекшт в Жомойти; з Касут и в Занарочи з Хотовы, з Отмута в Менском же повете ставил всего почту коней сто двадцать два збройно — по гусарску сто чотыри, а по казацку осмънадцать, пнцр., при.. Тот же князь Андрей Вишневецкий при том почте ставил драбов семьдесят два».

## Семья
Был женат на Евфимии Юрьевне Вержбицкой (1539—1589), от брака с которой имел четырёх дочерей. Дети:
- Анна Андреевна Вишневецкая (1569—1595), жена воеводы витебского Николая Сапеги (ок. 1545—1599)
- Софья Андреевна Вишневецкая (1568—1619), 1-й муж воевода минский Яна Пац, 2-й муж староста россенский Кшиштоф Вацлав Шемет
- Александра Андреевна Вишневецкая (ум. после 1612), 1-й муж староста луцкий, князь Ежи (Юрий) Иванович Чарторыйский, 2-й муж каштелян волынский Ян Ледоховский
- Эльжбета Андреевна Вишневецкая (1569—1596), жена с 1584 года воеводы трокского и виленского, князя Николая Радзивилла «Сиротки» (1549—1616).